# Ото I фон Боланден
Ото I фон Боланден (на немски: Otto I von Bolanden; * пр. 1304 в Кирххаймболанден, Бавария; † 1327) е господар на Боланден.
Той е син на Филип VI фон Боланден († ок. 1303) и съпругата му Кунигунда фон Брухзал († сл. 1307). Внук е на Вернер V Шенк фон Боланден († 1288).
Майка му Кунигунда фон Брухзал се омъжва втори път (пр. 1237) за граф Хайнрих III фон Цвайбрюкен-Еберщайн († 1307).

## Фамилия
Ото I фон Боланден се жени пр. 1307 г. за рауграфиня Лорета фон Щолценберг (* ок. 1280 в Щолценберг, Бавария; † 1350), дъщеря на рауграф Георг I фон Щолценберг, фогт в Шпайергау († 1309), и Маргарета фон Даун († 1307), сестрата на Вирих II фон Даун († 1299). Те имат децата:
- Ото II фон Боланден (* пр. 1329; † 1349)
- Филип VII фон Боланден (* пр. 1329; † пр. 12 март 1376), женен за Мена (Имагина) фон Лайнинген († 1408)
- Георг фон Боланден (* пр. 1333; † ок. 1344)
- Конрад фон Боланден (* пр. 1333; † 1386)
- Вернер фон Боланден (* пр. 1333; † пр. 1335)
- Хайнрих фон Боланден (* пр. 1317; † пр. 1344)
- Агнес фон Боланден († сл. 1345)